# Diskett

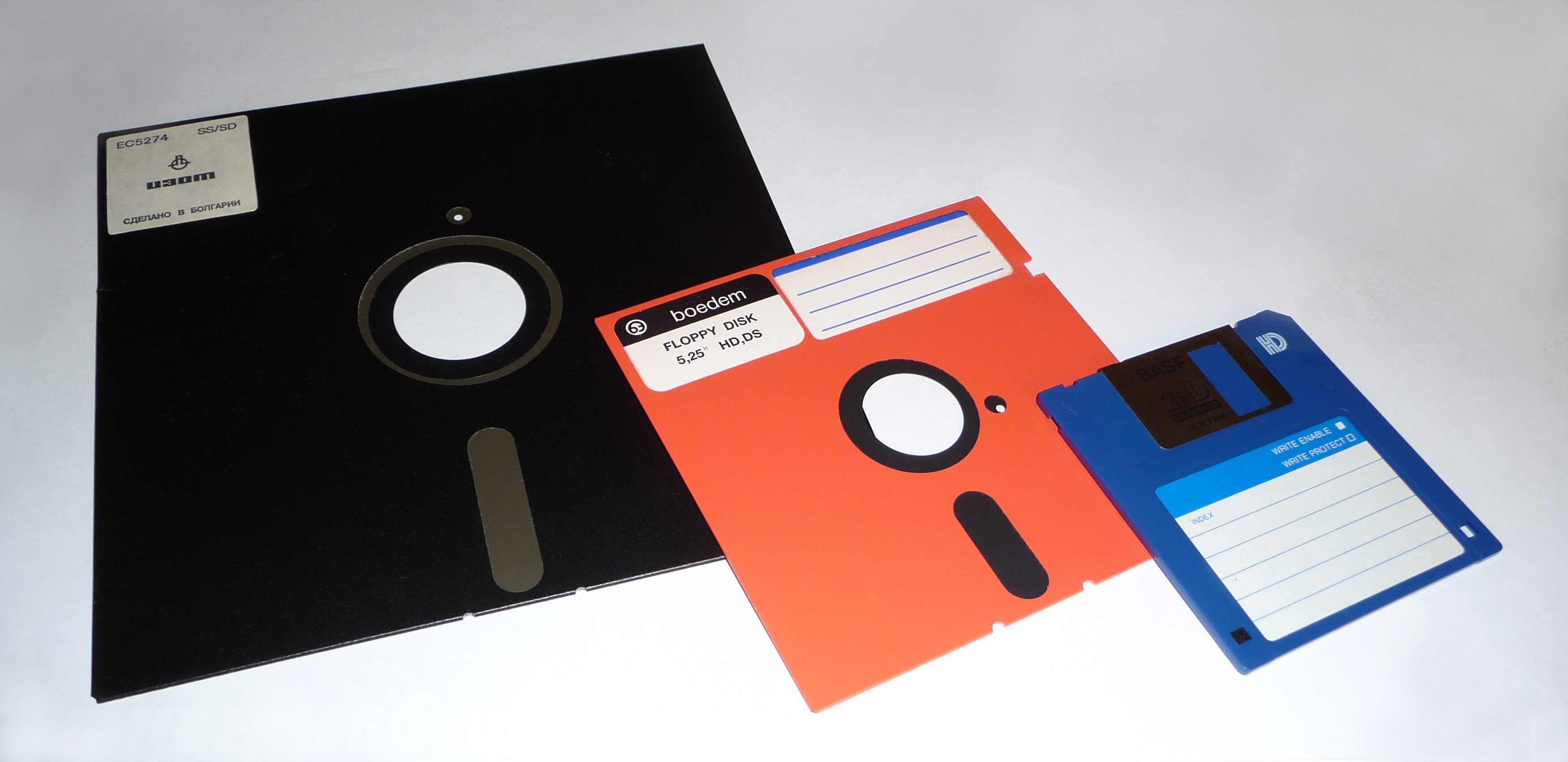
8"-, 5¼"- respektive 3½"-diskett.

Uppbyggnaden av en 3½"-diskett:
1 Hål för att tala om att detta är en "high density"-diskett. Hålet på motstående sida: skrivskydd i form av en liten skjutbar plastbit
2 diskettens mittparti som diskettstationen griper tag i för att få disketten att rotera inne i skyddshöljet
3 skjutbar skyddande lucka framför öppningarna på vardera sidan där diskettstationens läs- och skrivarmar förs intill diskettens båda ytor
4 skyddshölje av styv plast
5 mjuk skyddsduk mellan skyddshöljet och disketten
6 disketten själv består av en böjlig, tunn plastskiva med en tunn film av magnetiserbart material på båda ytorna
7 data lagras på disketten i koncentriska spår i sektorer på vardera av diskettens två ytor. På 1 440 kibibytes disketter finns två ytor, 80 spår, 18 sektorer och 512 byte per sektor, alltså 2 × 80 × 18 × 512 byte = 1440 × 1024 byte = 1440 kibibyte = 1474560 byte.

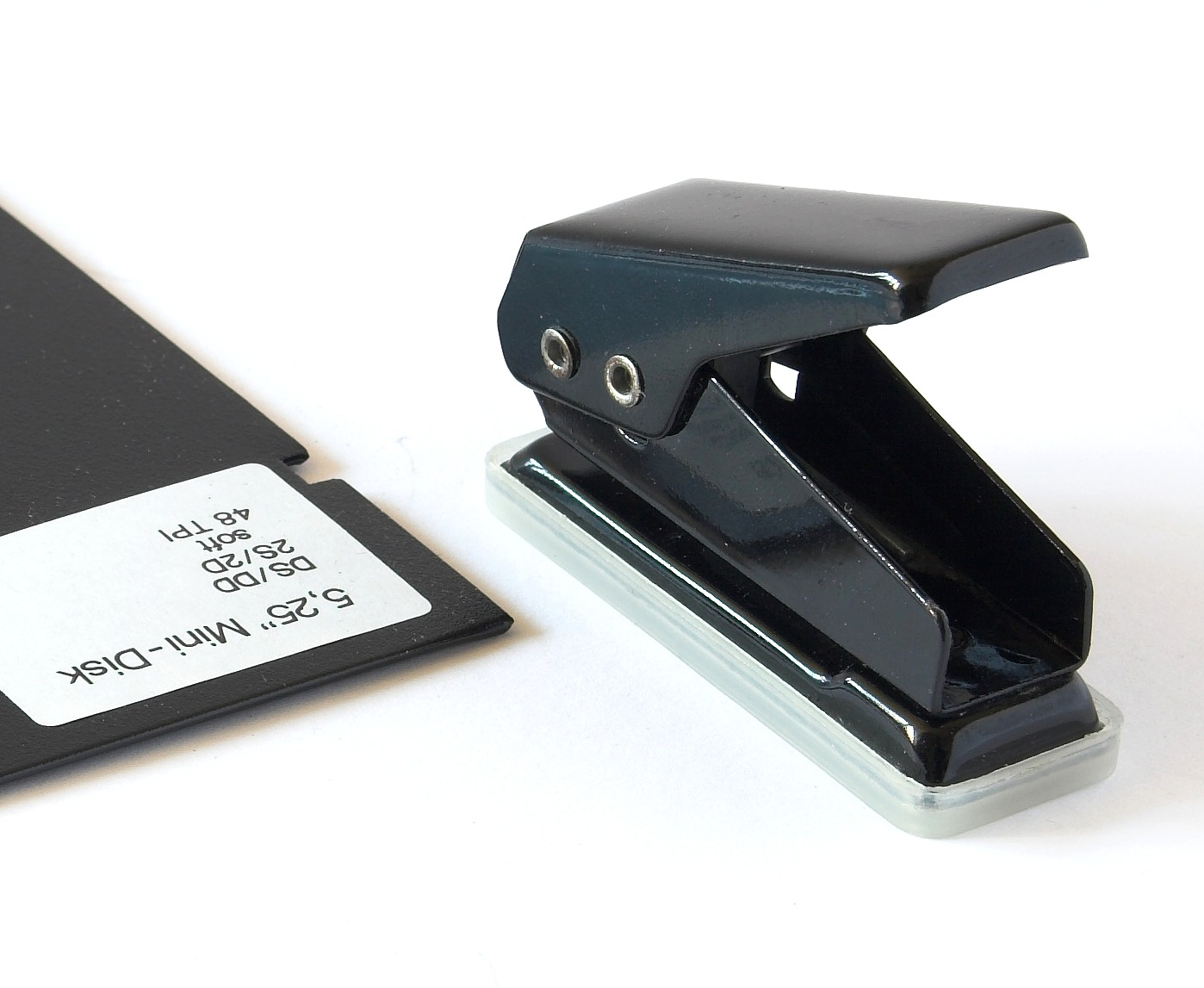
Här klipps ett hack upp med en "disknotcher" för att göra en enkelsidig 5¼-tumsdiskett dubbelsidig.

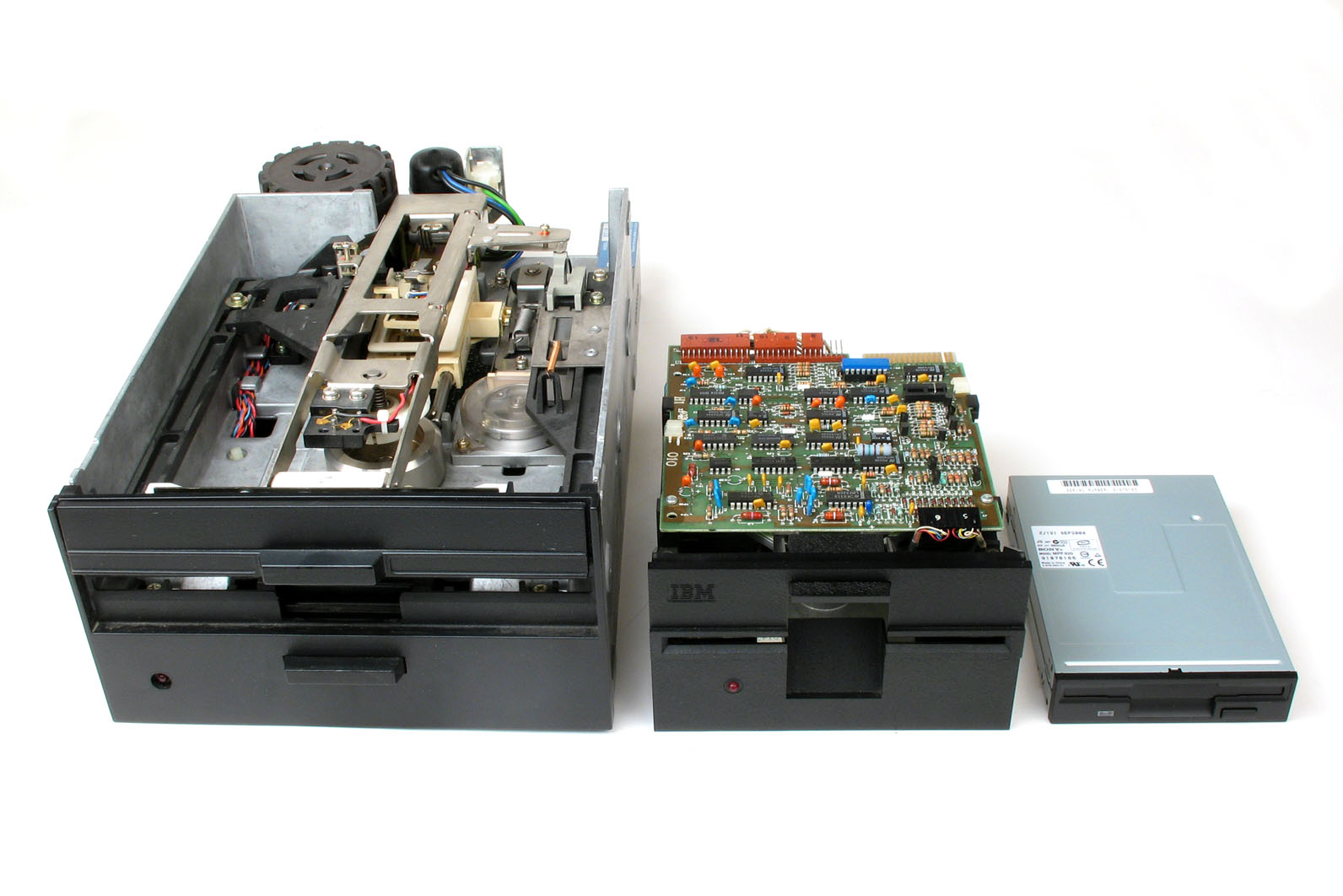
Från vänster: 8"-diskettstation från 1980, fullhöjds IBM 5¼"-diskettenhet från 1983 och 3½", 1,44MB diskettenhet från 2004.

En diskett (synonymer flexskiva, floppy, floppydisk (FD)) är en böjlig, magnetisk skiva i ett skyddande hölje, som används för att lagra filer för användning med hjälp av en dator. Den lanserades kommersiellt 1971 av IBM och förblev ett ledande lagringsmedium fram till omkring år 2000. Disketter tillverkas fortfarande, men har i de flesta sammanhang ersatts av bland annat optiska lagringsmedia, USB-minnen och fildelning.

## Historik
Ursprungligen utvecklades disketten för att IBM behövde ett medium för att lagra mikroprogram i sina stordatorer. Utvecklingsarbetet påbörjades i slutet av 1960-talet och efter intern användning lanserades disketten kommersiellt 1971.
De första disketterna hade en storlek av 8" (åtta tum, 200 mm). Dessa användes bland annat till äldre CP/M-system men blev senare ovanliga när det kom 5¼"-disketter (fem och en fjärdedels tum, 130 mm) som från början rymde 180 kibibyte (KiB), då kallat kilobyte, med förkortningen KB. De senare HD-formaten (high density) rymde från 360 upp till 1 200 KiB. Dessa disketter hade ett böjligt skyddshölje. År 1984 introducerades 3½"-disketter (tre och en halv tum, 90 mm) med hårt skyddshölje, som rymde 360, senare 720 kibibyte – DD-diskett (double density), och år 1987 1 440 kibibyte ("1,44 MB", så kallad HD-diskett). Det har även förekommit 3½"-disketter som rymt 2 880 KiB eller 120 megabyte, som dock aldrig blivit särskilt vanliga. De sistnämnda LS120-disketterna krävde en särskild station, som hade en laser för att uppnå precisionen som behövdes.
De 3½"-disketter som formaterades för Macintosh eller Amiga rymde i början 400 KiB men senare 800 KiB (DD-disketter) respektive 880 KiB. Till skillnad från diskettstationer på PC-datorer men i likhet med CD-spelare varierade spelaren rotationshastigheten och kunde därmed hantera fler sektorer på de yttre spåren. För Macintosh fanns även HD-disketter som rymde 1 440 KiB.
I slutet av 1990-talet var 3½"-disketter med utrymmet 1 440 kibibyte vanligast. Deras utrymme anges ofta som "1,44 megabyte" med megabyte i ad hoc-betydelsen att 1 megabyte = 1 000 KB, alltså 1 000 KiB. Tolkat som MB eller MiB är beteckningen inexakt (1 440 KiB är ungefär 1,47 megabyte eller ungefär 1,41 mebibyte).
Flera försök till att marknadsföra en ersättare till den åldrade lagringsmetoden förekom, men disketterna behöll sin position som ett viktigt lagrings- och transportmedium tills det så småningom blev möjligt att skicka filer över Internet och lokala nätverk, att använda CD- och DVD-skivor för permanent lagring och att föra med sig filer med minnespinnar med flashminne eller hårddiskar med USB- eller firewire-anslutning istället. Disketter är långsamma i jämförelse med de ersättande medierna, har mycket mindre lagringskapacitet och tar lättare skada vid ovarsam hantering.
Då Sony 2010 meddelade att de avser att upphöra med tillverkningen under 2011 uppfattade många media att diskettens saga är all, men enligt en artikel från maj 2010 skulle åtminstone Verbatim fortsätta.

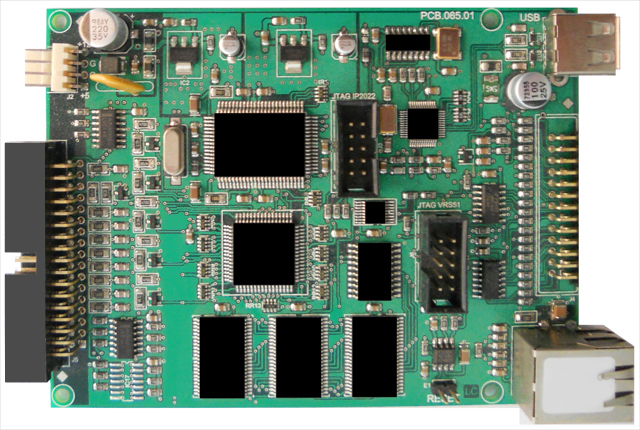
Hårdvarufloppyemulator till PC (3½") som gör det möjligt att köra emulerade disketter via USB när nytillverkningen av disketter upphört.

Med diskettens utfasning har det på 2000-talet börjat utvecklas ett antal olika hårdvarufloppyemulatorer. Dessa ger användaren möjlighet att via Secure Digital eller USB emulera disketter via hårdvara som kopplas in som en ordinär diskettenhet. Dessa finns utvecklade för både gamla datorer som Commodore 64 (se 1541 Ultimate) och Apple II, men även relativt moderna PC-datorer.

## Format
Vissa format blev mer spridda och på så sätt den dominerande standard som resten av marknaden ofta rättat sig efter.

### 8"
8"-disketten presenterades 1969 men blev inte tillgänglig offentligt förrän 1971. De ersatte de gamla hålkorten och hade högre lagringskapacitet. De första disketterna, som rymde 80 kB data, kunde endast skrivas till en gång och kunde därefter endast läsas. Senare utökades lagringskapaciteten och man kunde även radera diskettens innehåll och ersätta med ny data. De sista disketterna i detta format hade så mycket som 1 200 kB lagringskapacitet.[källa behövs]

### 5¼"
5¼" disketter togs fram 1978 som ersättare till den föråldrade 8"-standarden från 1969. Förutom storleken både rumsligt och till kapacitet, samt vissa utökningar såsom skrivskydd, var dessa disketter i stort sett identiska till utseendet. Disketterna användes i IBM PC och dess kloner, i Commodores datorer, Apple II, Apple Lisa och Ericsson Step One. Till en början rymdes 180 KiB på en 5¼"-diskett, men detta utökades senare till 360 KiB och mot slutet fanns disketter med en kapacitet på 1 200 KiB. När Apple lanserade sin Macintosh 128k valde man att slopa 5¼"-disketterna för den nyare, smidigare 3½"-standaren. 5¼"-standarden fanns dock kvar i PC-datorer (främst för bakåtkompatibilitetens skull) som komplement till 3½"-diskettenheterna fram till 1991.
Diskettenheterna för dessa disketter har oftast en speciell vridknapp som man vrider på när man satt in disketten i enheten. Denna fäller upp den roterande plattan mot diskettens centrum samt fäller ned läsarmarna för läsning av skivans innehåll. På de nyare 3½"-disketterna sker detta automatiskt och dessa har istället en knapp endast för utmatning av disketten.

### 3½"
Mikrodisketternas format togs fram 1983 och rymde till en början 360 KiB. De användes i Macintosh 128k och dess efterträdare, Amiga-familjen och Atari ST-familjen, samt i Commodore 64 (se Commodore 1581) samt i PC-datorer som tillval från år 1987 respektive 1985. Efter 1991 försvann de större 5¼"-disketterna helt och hållet och 3½" blev standard i alla datorer. Under 1986 fanns disketter att tillgå som var 1 MiB oformaterade (DD) och 720 KiB formaterade, och senare under 1987 fanns även 2 MiB oformaterade (HD) och 1 440 KiB formaterade. Det fanns även disketter som var 2 880 KiB formaterade, men dessa slog aldrig riktigt igenom.

### 2"
Disketter i storleken 2" användes under en tid av Sony och Canon till en serie elektroniska (ej digitala) kameror under namnet Mavica respektive Ion och Xapshot.

## Ersättare

### LS-120
LS-120 eller SuperDisk är disketter som till formatet liknar vanliga 3½" disketter, men är avsedda att användas i en speciell station, med laser som hjälp att styra läs- och skrivhuvudet. Stationen kan också läsa och skriva normala disketter. LS120-disketternas kapacitet är 120 MB.

### Zip-disketter
Zip-disketter är en typ av disketter med hårt hölje utvecklade av Iomega. Denna typ av disketter är tjockare än vanliga 3½", men annars i samma storlek. Första versionen rymde 100 MB, senare kom varianter som rymde 250 MB och 750 MB. Samtliga varianter bygger på magnetisk lagring av data, med teknik liknande den i hårddiskar.

### CD-skivor
I mitten av 1990-talet hade operativsystem och de flesta tillämpningsprogram blivit så stora att installation med hjälp av disketter var otympligt, samtidigt som de flesta datorer hade fått CD-spelare. Då CD-enheter som även kunde skriva blev allmänna kring år 2000 ersatte CD-skivorna rätt snabbt disketterna också som arkiv- och transportmedium.

### USB-minnen
Då USB-minnen blev vanliga hade disketten redan mer eller mindre spelat ut sin roll, men USB-minnen ersatte disketten också som medium för att ta med sig några mindre filer.

## Diskettstationer
En diskettstation (engelsk: Floppy Disk Drive (FDD)) används för att läsa och skriva till disketter och finns i olika utföranden, dels enligt fysiska storlek på disketten, dels beroende på hur mycket information disketten kan rymma. Stationer för högre kapacitet kan i regel läsa och skriva disketter med lägre kapacitet, givet rätt fysiska storlek, men en station med högre kapacitet skriver ofta med ett smalare spår, varför stationer med lägre kapacitet inte alltid kan läsa resultatet.
Traditionellt i DOS och Windows kan den första diskettstationen nås som A: och den andra som B:. Strömmässigt används olika typer av strömkablar, 5¼" diskettstationer använder samma typ som till IDE-hårddiskar medan 3½" diskettstationer använder en mindre kabel dock med samma spänning (12 och 5 volt). Datakablarna var likadana till 3½" och 5¼"-disketter samt till tidiga hårddiskar innan IDE-standarden kom.
USB-stationer för disketter togs fram av USB-IF och det japanska bolaget Y-E Data, Inc. år 1998. Genom det nya USB-gränssnittet UFI kan totalt tre olika format användas i så kallade 3-Mode stationer. MF-2DD 720 KB, MF-2HD 1.44 MB och de japan-exklusiva MF-2HD 1.25 MB NEC PC-98-disketterna.